# Liste der Naturdenkmale in Sankt Aldegund
Die Liste der Naturdenkmale in Sankt Aldegund nennt die im Gemeindegebiet von Sankt Aldegund ausgewiesenen Naturdenkmale (Stand 25. März 2024).

## Naturdenkmale
| Nr.         | Bezeichnung  | Lage                                          | Beschreibung                 | Bild                                    |
| ----------- | ------------ | --------------------------------------------- | ---------------------------- | --------------------------------------- |
| ND-7135-437 | Zwei Kiefern | nördlich des Ortes; Abteilung Wachholder Lage | Pinus sylvestris, zwei Bäume | Direkt Bild zu diesem Denkmal hochladen |